# Simone Battle
Simone Battle (Los Angeles, 17 juni 1989 – aldaar, 5 september 2014) was een Amerikaanse zangeres en actrice.

## Levensloop en carrière
Battle begon haar carrière in 2006. Ze speelde kleine rollen in sitcoms zoals Everybody Hates Chris en Zoey 101. In 2011 deed Battle mee aan X Factor, waar ze net de top tien niet haalde. In 2013 werd ze lid van de meidengroep G.R.L..
In 2014 maakte Battle op 25-jarige leeftijd zelf een einde aan haar leven.